# Parque nacional de Pallas-Yllästunturi
El Parque Nacional de Pallas-Yllästunturi es el tercer parque nacional más grande de Finlandia con una extensión de 1.020 kilómetros cuadrados. El parque nacional está ubicado en la Laponia Occidental, entre las áreas de los municipios de Enontekiö, Kittilä, Kolari y Muonio. En el Parque nacional de Pallas-Yllästunturi dominan el paisaje la cadena de lomas, de unos cien kilómetros de longitud, y los bosques de coníferas de la taiga septentrional. En cuanto al número de visitantes, el Parque Nacional de Pallas-Yllästunturi es el parque nacional más popular de Finlandia. En 2019 los contadores de visitantes registraron 561.200 visitas.
Existen varios motivos para la gran popularidad del parque nacional. Según estudios realizados sobre las visitas, los visitantes del Parque Nacional de Pallas-Yllästunturi aprecian especialmente los paisajes de la zona, la amplia red de senderos y de pistas de esquí, así como la limpieza y seguridad general. El paisaje de Pallastunturi ha sido elegido como uno de los paisajes nacionales de Finlandia.

## Alternativas para excursiones
En el Parque Nacional de Pallas-Yllästunturi hay decenas de diferentes rutas preparadas para excursionistas y esquiadores, adecuadas y diferenciadas para sus distintos niveles de exigencia. Las trayectorias de las rutas permiten apreciar la diversidad de la naturaleza del parque nacional. Algunas de las rutas conducen a la cima de las lomas, mientras que otras se sumergen en los bosques y los paisajes pantanosos.
En el parque nacional sólo está permitido transitar con «motor humano», es decir andando, con bicicletas de montaña, paleando, esquiando y con raquetas de nieve. La variedad de sus rutas de excursiones ofrece la posibilidad de realizar excursiones de un día con duraciones variadas, pero también emprender caminatas por jornadas más largas. En el Parque Nacional de Pallas-Yllästunturi también los excursionistas de un día tienen la oportunidad de subir hasta la cima de las lomas. Hay varias excursiones diarias muy populares, como por ejemplo la excursión de un día de Pyhäkero, la ruta de Taivaskeron kierros, la de Pirunkurun ponnistus, el sendero de Varkaankurun polku, la ruta de Kesänkijärven kierros así como la ruta de Tuomikurun kierros. 
La mayoría de las rutas son «rutas circulares» y a lo largo de todas ellas existen lugares de descanso bien mantenidos. Los lugares de descanso pueden ser desde una  kota (tipi lapón), un laavu (cobijo forestal), un lugar para hacer fuego, un área de valor paisajístico o una cabaña ya sea libre o bajo reserva. En la zona del parque nacional hay en total 340 kilómetros de rutas marcadas para excursiones en verano. Además, en las regiones cercanas al parque nacional, hay otros 200 kilómetros más de rutas para excursiones en verano. La bicicleta de montaña está permitida en verano en las rutas marcadas salvo algunas excepciones. En el parque hay más de 500 kilómetros de rutas de esquí y más de 100 kilómetros de rutas para excursiones de invierno. En las rutas para excursiones de invierno es posible transitar andando, con raquetas de nieve y con bicicletas de montaña.
La más conocida de las rutas de caminatas por jornadas en el parque nacional es el camino de Hetta-Pallas, la ruta marcada más antigua de Finlandia. Fue trazada en 1934. La ruta del camino Hetta-Pallas, de unos 50 kilómetros de longitud, puede recorrerse en ambas direcciones. La ruta transcurre por las tierras altas de la lomas y en la profundidad de los barrancos. Pasa por varias cimas de lomas. A lo largo del trayecto se encuentran varias cabañas, unas libres y otras bajo reserva, pero siempre bien mantenidas.

## Geografía y naturaleza

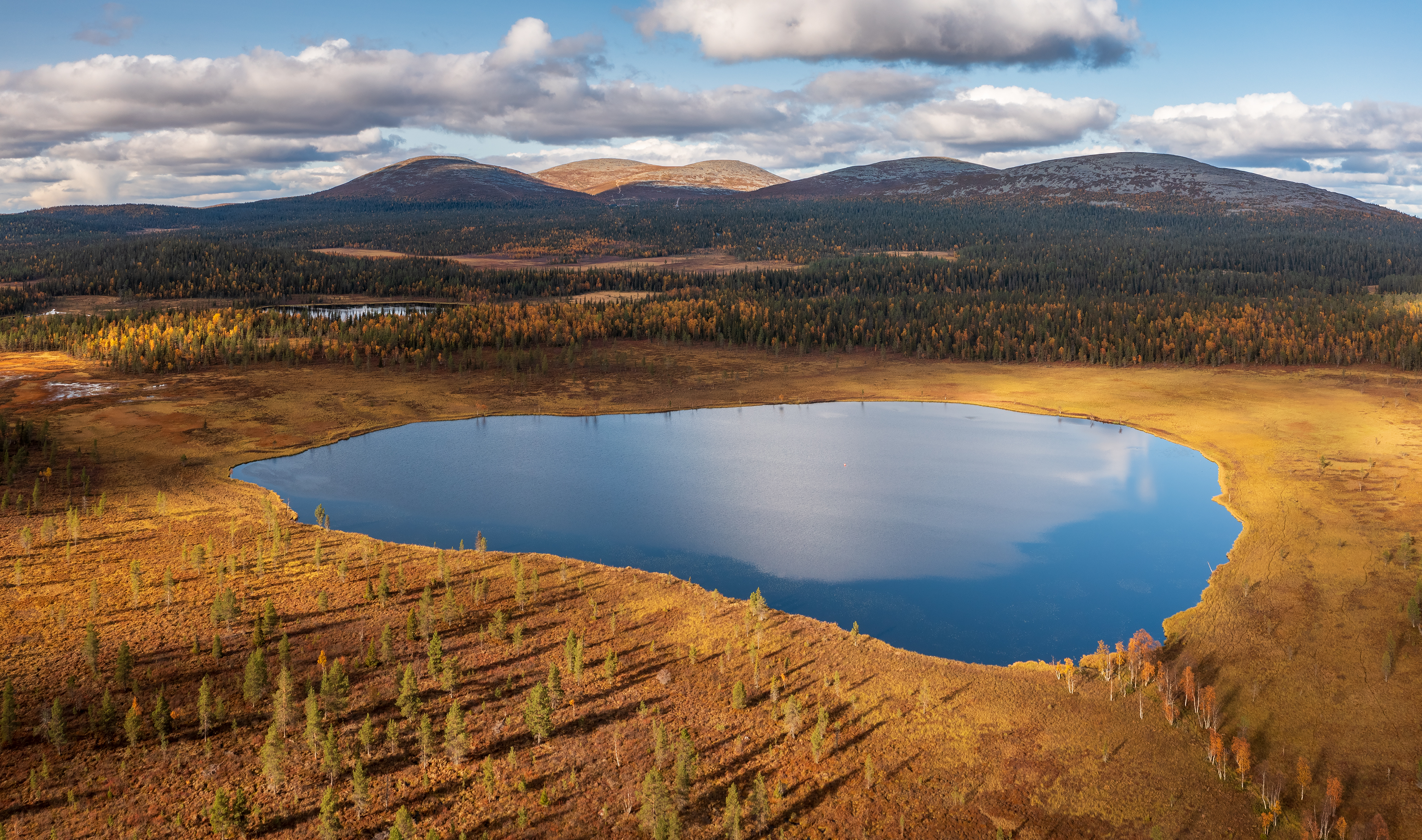
Pallastunturi y el lago pantanoso Hanhijärvi en el Parque Nacional Pallas-Yllästunturi en Muonio, Laponia, Finlandia.

El paisaje del Parque Nacional de Pallas-Yllästunturi está dominado por una cadena de lomas, restos de la antigua cordillera. Las actuales lomas, de formas redondeadas, formaban la base de la cordillera ya erosionada. El punto más alto del parque nacional es Taivaskero, que forma parte de la cadena de lomas Pallastunturi, cuya cima está a 809 metros sobre el nivel del mar. Otras de las cimas son por ejemplo Pyhäkero, Lumikero, Laukukero y Palkaskero. Kero significa precisamente la cima redondeada y sin árboles de una loma.
La naturaleza del Parque Nacional de Pallas-Yllästunturi es diversa y variable. En la zona hay varios tipos de hábitats naturales: turberas, bosques de coníferas, bosques ancestrales en estado natural, lomas abiertas y bosques de monte bajo.

### Vegetación y cuencas hidrográficas
El parque nacional es muy rico en vegetación. Las especies de árboles especialmente abundantes son el pino, la pícea y el abedul blanco del Ártico. En las zonas de las lomas sin arbolado las plantas típicas son las de bajo crecimiento, como el abedul enano, la diapensia lapponica, la gayuba negra y la baya de cuervo. En las frondosas laderas de arroyos encontramos, entre otros, groselleros rojos de Laponia, helechos (matteuccia struthiopteris), angélicas y mezereones. En los bosques de coníferas abundan los subarbustos, especialmente el arándano y el arándano rojo. En los bosques ancestrales y húmedos crece el geranium sylvaticum, el cornejo enano y muchas especies raras de musgos y hongos.
Las turberas forman parte del paisaje típico del Parque Nacional de Pallas-Yllästunturi junto con las lomas de los bosques de coníferas. En las turberas abundan las plantas típicas de los humedales, como el ledum palustre, el eriophorum vaginatum, la mora de los pantanos y el vaccinium uliginosum. En las zonas calcáreas crecen también varias especies raras de la familia de las orquídeas.
El parque nacional cuenta con varios lagos, estanques y arroyos. El lago más grande del parque es Pallasjärvi, ubicado hacia el sureste del Centro de Naturaleza de Pallastunturi. 
En cuanto a los mamíferos grandes, en el parque nacional se encuentran renos y alces. Sobre todo los renos prefieren las zonas pantanosas y las lomas en verano. Otros de los mamíferos típicos son la liebre, el zorro, la marta, el lemming vulgar, diferentes especies de arvicolinos y la ardilla. En cuanto a los grandes depredadores de Finlandia, en la zona del Parque Nacional de Pallas-Yllästunturi viven permanentemente los osos y los linces. 
El Parque Nacional de Pallas-Yllästunturi es el punto de encuentro de las aves del norte con las del sur. Entre las especies de aves septentrionales están por ejemplo la perdiz nival alpina, el lagópodo escandinavo y el chorlito carambolo. Los densos bosques de píceas son los favoritos de las especies del sur, como por ejemplo el mirlo común y el mosquitero silbador. Los bosques atraen también a diferentes especies paseriformes, arrendajos siberianos y camachuelos picogruesos. Dado que abundan los arvicolinos, también en la zona se puede observar más presencia de búhos y accipítridos. En las orillas de los arroyos habitan los mirlos acuáticos, que bucean buscando comida en las aguas abiertas incluso en invierno. Otras de las especies de aves que se pueden observar en el parque nacional son, entre otras, el pechiazul, el andarrio bastardo, la lavandera boyera, el combatiente y el archibebe oscuro.

### Climatología y fenómenos naturales
La ubicación del Parque Nacional de Pallas-Yllästunturi al norte del círculo polar ártico significa que en la zona se pueden observar los típicos fenómenos climatológicos y naturales propios del cambio de las estaciones del año. Invierno significa la época de noche polar en diciembre y enero, nevadas, hasta -30 °C de heladas y poca luz solar. Por las tardes y por las noches en un cielo sin nubes se pueden observar diferentes astros y las auroras boreales.
La capa de nieve en el parque nacional alcanza su máximo nivel en marzo-abril, con más de un metro de nieve en las lomas y en los bosques. Al acercarse la primavera la cantidad de luz va aumentando rápidamente. En verano se derriten las nieves y sigue aumentando la luz. El verano comienza a mediados de junio, y en la época de junio-julio la zona está iluminada por el sol de medianoche. Durante esta época de noches sin noche, el sol no se oculta nunca por debajo de la línea del horizonte. 
Los colores del otoño se pueden observar en las lomas de Laponia Occidental normalmente a partir de mediados de septiembre y dura de dos a tres semanas. La primera nevada suele caer después de mediados de octubre, pero también puede haber nevadas ocasionales incluso en los meses de verano, sobre todo en la zona de las lomas Pallas-Ounastunturi.

## Responsabilidad
El Parque Nacional de Pallas-Yllästunturi ha recibido el certificado European Charter 1 2013-2018 y el de 2019-2023. El certificado lo concede la Federación de Parques Naturales y Nacionales de Europa, FPNNE.
En todos los parques nacionales de Finlandia se cumplen los principios del excursionismo sin basura. El objetivo del excursionismo sin basura es que todos los viandantes se ocupen de ayudar a eliminar las basuras que generen depositándolas en los puntos ecológicos mantenidos para tal fin. De esta manera se reduce la cantidad de residuos en la naturaleza.
Para la clasificación de residuos existen puntos limpios en los centros de naturaleza de Pallastunturi, Tunturi-Lappi y Yllästunturi, en los cuales se puede depositar los residuos de papel, cartón, vidrio y de metal, así como baterías. Los bio-residuos se pueden compostar en los sanitarios secos y pequeñas cantidades de residuos combustibles pueden quemarse en los lugares destinados para hacer fuego. 
En el Parque Nacional de Pallas-Yllästunturi la pureza del aire se mide en la estación de medición del Instituto Finlandés de Meteorología en Sammaltunturi. Según el informe de la OMS la estación de medición ubicada en Sammaltunturi es uno de los lugares donde se mide el aire más puro del mundo. Allí los niveles de partículas finas se quedan por debajo de 4 µg/m3.

## Centros de Naturaleza
El Parque Nacional de Pallas-Yllästunturi tiene tres centros de naturaleza: Centro de Naturaleza Kellokas en Yllästunturi, el Centro de Naturaleza en Pallastunturi y el Centro de Naturaleza de Tunturi-Lappi en Heta. En los centros de naturaleza los asesores de clientes ofrecen información sobre el parque nacional y sobre las excursiones y sus alternativas. Las exposiciones de los centros de naturaleza, «Meän elämää», «Metsästä paljakalle» y «Vuovjjuš - Kulkijat» cuentan sobre la naturaleza y la cultura de la región. En los centros de naturaleza también es posible ver películas y disfrutar de exposiciones de arte. Además, los visitantes pueden comprar productos relacionados con la naturaleza.

## Historia
La idea de creación de parques nacionales fue presentada por primera vez en Finlandia ya en 1910. En aquella fecha el comité de bosques protegidos propuso en su informe la creación de parques nacionales en Pallastunturi y en Pyhätunturi, en Pelkosenniemi. El botánico finlandés Kaarlo Linkola también tuvo una gran influencia en la creación de un parque nacional en la zona de Pallastunturi. 
La propuesta de una zona general de protección natural en el área de Pallas-Ounastunturi fue aprobada en la sesión del parlamento en 1928, y en 1938, después de varios informes y dictámenes, fueron creados los primeros parques nacionales de Finlandia. Entre ellos estaba también el Parque Nacional de Pallas-Ounastunturi.
En el área del Parque Nacional de Pallas-Yllästunturi la historia del turismo tiene sus raíces ya en 1930, cuando se comenzaron a organizar cursos de esquí en las lomas de Pyhäkero en Ounastunturi, y en las lomas de Pallastunturi. En aquella época también comenzó a aumentar el turismo en Äkäslompolo.
El Parque Nacional de Pallas-Yllästunturi fue creado en 2005. El nuevo parque abarcó tanto el parque nacional antiguo de Pallas-Ounastunturi, como zonas de Ylläs–Aakenustunturi y de otras regiones cercanas mediante diferentes programas de protección, como por ejemplo programas de protección de bosques ancestrales y de turberas. Al mismo tiempo fue clausurado el antiguo parque nacional de Pallas-Ounastunturi. La superficie del nuevo parque nacional es de 1.022 km².
La cima más alta de Yllästunturi y las estaciones de esquí allí ubicadas no pertenecen al área del parque nacional, pero en Laukukero, Pallastunturi, la estación de esquí sí forma parte del parque.